# Евровизия 2020
Евровизия 2020 (на английски: Eurovision Song Contest 2020; на френски: Concours Eurovision de la chanson 2020; на нидерландски: Eurovisie Songfestival 2020) щеше да бъде 65-ото юбилейно ежегодно издание на едноименния песенен конкурс.
На 18 март 2020 г. става ясно, че поради световната пандемия от COVID-19, песенният конкурс е изцяло отменен и той ще се проведе през май 2021 г., като Ротердам отново ще бъде град-домакин.

## История
Песенният конкурс трябваше да се проведе през май 2020 г. в Ротердам, Нидерландия, след като Дънкан Лорънс спечели с песента „Arcade“ с 498 точки за Нидерландия през 2019 г. в Тел Авив, Израел. Това е пета победа за Нидерландия на песенния конкурс (след 1957 г., 1959 г., 1969 г. и 1975 г.). Нидерландските телевизионни канали AVROTROS, Nederlandse Omroep Stichting (NOS) и Nederlandse Publieke Omroep (NPO) са натоварени с домакинството на песенния конкурс, като всеки един от каналите има отделна роля в организирането му. Нидерландия щеше да бъде домакин на песенния конкурс за пети път (след 1958 г., 1970 г., 1976 г. и 1980 г.). Песенният конкурс щеше да се състои от два полуфинала на 12 май и 14 май и финал на 16 май 2020 г. Трите шоута щяха да се проведат в „Ротердам Ахой“ в Ротердам, който е с приблизително 16 500 места. Залата преди е била домакин на Детската Евровизия през 2007 г.
На 13 ноември 2019 г. Европейският съюз за радио и телевизия (ЕСРТ) обявява, че 41 страни ще участват на тазгодишното издание на песенния конкурс, като България и Украйна се завръщат след тяхното оттегляне през 2019 г., докато Унгария се оттегля поради промяна в националния финал „A Dal“, а Черна гора се оттегля поради финансови причини.
На 24 октомври 2019 г. е обявен и слогана на песенния конкурс, който е „Open Up“ (Открий се).

## Полуфинали

### Първи полуфинал – 12 май
Първият полуфинал щеше да се проведе на 12 май 2020 г. 17 страни щяха да участват на първия полуфинал. Тези страни плюс Германия, Италия и Нидерландия щяха да се включат в гласуването на този полуфинал.
| №1 | Страна            | Език       | Изпълнител/и      | Песен                   | Превод                   |
| -- | ----------------- | ---------- | ----------------- | ----------------------- | ------------------------ |
| 01 | Швеция            | английски  | Дъ Мамас          | „Move“                  | „Движение“               |
| 02 | Беларус           | беларуски  | ВАЛ               | „Да вiдна“              | „Да видим“               |
| 03 | Австралия         | английски  | Монтейн           | „Don't Break Me“        | „Не ме разбивай“         |
| 04 | Северна Македония | английски  | Васил Гарванлиев  | „You“                   | „Ти“                     |
| 05 | Словения          | словенски  | Ана Соклич        | „Voda“                  | „Вода“                   |
| 06 | Литва             | английски  | Дъ Рууп           | „On Fire“               | „На огън“                |
| 07 | Ирландия          | английски  | Лесли Рой         | „Story of My Life“      | „Историята на моя живот“ |
| 08 | Русия             | английски2 | Литъл Биг         | „Uno“                   | „Едно“                   |
| 09 | Белгия            | английски  | Хувърфоник        | „Release me“            | „Освободи ме“            |
| 10 | Малта             | английски  | Дестини Чукуниере | „All of My Love“        | „Всичката ми любов“      |
| 11 | Хърватия          | хърватски  | Дамир Кеджо       | „Divlji vjetre“         | „Диви ветрове“           |
| 12 | Азербайджан       | английски  | Самира Ефенди     | „Cleopatra“             | „Клеопатра“              |
| 13 | Кипър             | английски  | Сандро Николас    | „Running“               | „Бягане“                 |
| 14 | Норвегия          | английски  | Улрике Брандсторп | „Attention“             | „Внимание“               |
| 15 | Израел            | амхарски3  | Еден Алене        | „ፍቅር ልቤ“ („Фекер либи“) | „Моя любов“              |
| 16 | Румъния           | английски  | Роксен            | „Alcohol You“           | „Алкохолизирам те“       |
| 17 | Украйна           | украински  | Гоу_Ей            | „Соловей“               | „Славей“                 |

### Втори полуфинал – 14 май
Вторият полуфинал щеше да се проведе на 14 май 2020 г. 18 страни щяха да участват на втория полуфинал. Тези страни плюс Великобритания, Испания и Франция щяха да се включат в гласуването на този полуфинал.
| №1 | Страна     | Език        | Изпълнител/и         | Песен                 | Превод                         |
| -- | ---------- | ----------- | -------------------- | --------------------- | ------------------------------ |
| 01 | Гърция     | английски   | Стефания Либеракакис | „Supergirl“           | „Супер момиче“                 |
| 02 | Естония    | английски   | Уку Сувисте          | „What Love Is“        | „Какво любов е“                |
| 03 | Австрия    | английски   | Винсент Буено        | „Alive“               | „Жив“                          |
| 04 | Молдова    | английски   | Наталия Гордиенко    | „Prison“              | „Затвор“                       |
| 05 | Сан Марино | английски   | Сенхит Задик         | „Freaky!“             | „Луд!“                         |
| 06 | Чехия      | английски   | Бени Кристо          | „Kemama“              | —                              |
| 07 | Сърбия     | сръбски4    | Хърикейн             | „Hasta la vista“      | „До следващия път“             |
| 08 | Полша      | английски   | Алиция Шемплинска    | „Empires“             | „Империи“                      |
| 09 | Исландия   | английски   | Дади & Гагнамагнид   | „Think About Things“  | „Помисли за нещата“            |
| 10 | Швейцария  | френски     | Джон Мухаремай       | „Répondez-moi“        | „Отговори ми“                  |
| 11 | Дания      | английски   | Бен и Тан            | „Yes“                 | „Да“                           |
| 12 | Албания    | английски   | Арилена Ара          | „Fall from the Sky“   | „Падение от небето“            |
| 13 | Финландия  | английски   | Аксел Канкаанранта   | „Looking Back“        | „Поглеждам назад“              |
| 14 | Армения    | английски   | Атхена Манукян       | „Chains on You“       | „Вериги по теб“                |
| 15 | Португалия | португалски | Елиза Силва          | „Medo de sentir“      | „Страх от усещане“             |
| 16 | Грузия     | английски5  | Торнике Кипиани      | „Take Me as I Am“     | „Приеми ме такъв, какъвто съм“ |
| 17 | България   | английски   | Виктория Георгиева   | „Tears Getting Sober“ | „Сълзите стават трезви“        |
| 18 | Латвия     | английски   | Саманта Тина         | „Still Breathing“     | „Все още дишам“                |

## Финал – 16 май
Финалът щеше да се проведе на 16 май 2020 г. 26 страни щяха да участват на финала, от които 10-те победителя от първия и втория полуфинал, Голямата петорка (Великобритания, Германия, Испания, Италия и Франция) и страната-домакин Нидерландия. Всички 41 страни, които участват на тазгодишното издание на песенния конкурс щяха да се включат в гласуването.
| №  | Страна                | Език               | Изпълнител      | Песен            | Превод              |
| -- | --------------------- | ------------------ | --------------- | ---------------- | ------------------- |
| 23 | Нидерландия (домакин) | английски          | Джеангу Макрой  | „Grow“           | „Раста“             |
| —  | Великобритания        | английски          | Джеймс Нюман    | „My Last Breath“ | „Моят последен дъх“ |
| —  | Германия              | английски          | Бенджамин Долич | „Violent Thing“  | „Насилствено нещо“  |
| —  | Испания               | испански           | Блас Канто      | „Universo“       | „Вселена“           |
| —  | Италия                | италиански         | Антонио Диодато | „Fai rumore“     | „Направи шум“       |
| —  | Франция               | английски, френски | Том Леб         | „The Best In Me“ | „Най-доброто в мен“ |